# خداحافظ کریستوفر رابین
خداحافظ کریستوفر رابین (انگلیسی: Goodbye Christopher Robin) یک فیلم درام بیوگرافی دربارهٔ زندگی خالق وینی د پو، آ.آ. میلن و خانواده‌اش، به ویژه پسرش کریستوفر رابین، به کارگردانی سیمون کورتیس است که در سال ۲۰۱۷ منتشر شد. از بازیگران آن می‌توان به دامنل گلیسون، مارگو رابی، و کلی مکدونالد اشاره کرد.